# سنة بسيطة

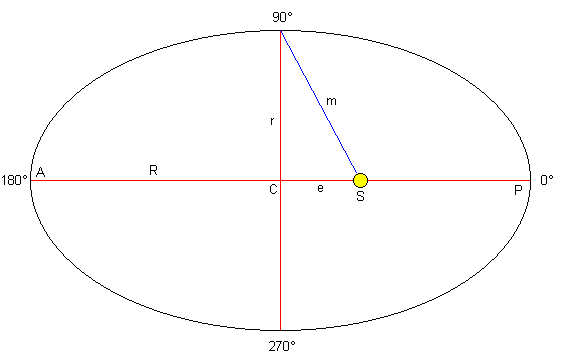

السنة البسيطة هي السنة التي عدد أيامها في السّنة القمريّة الهجريّة 354 يوماً لارتباطها بظهور القمر ومُحاقه، أمّا السّنة الشمسيّة سواءً كانت ميلاديّة أو سريانيّة أو تقويم يولياني  فيكون عدد أيامها 365 يوماً لارتباطها بدوران الأرض حول الشمس.